# Lahdensaari (ö i Birkaland)
Lahdensaari är en ö i Finland. Den ligger i sjön Keurusselkä och i kommunen Mänttä-Filpula i den ekonomiska regionen  Övre Birkalands ekonomiska region  och landskapet Birkaland, i den södra delen av landet, 210 km norr om huvudstaden Helsingfors. Öns area är 2,3 hektar och dess största längd är 240 meter i öst-västlig riktning.